# (4966) Edolsen
(4966) Edolsen (1981 EO34) – planetoida z grupy pasa głównego asteroid okrążająca Słońce w ciągu 4,27 lat w średniej odległości 2,63 j.a. Odkryta 2 marca 1981 roku.